# Marian Piechal

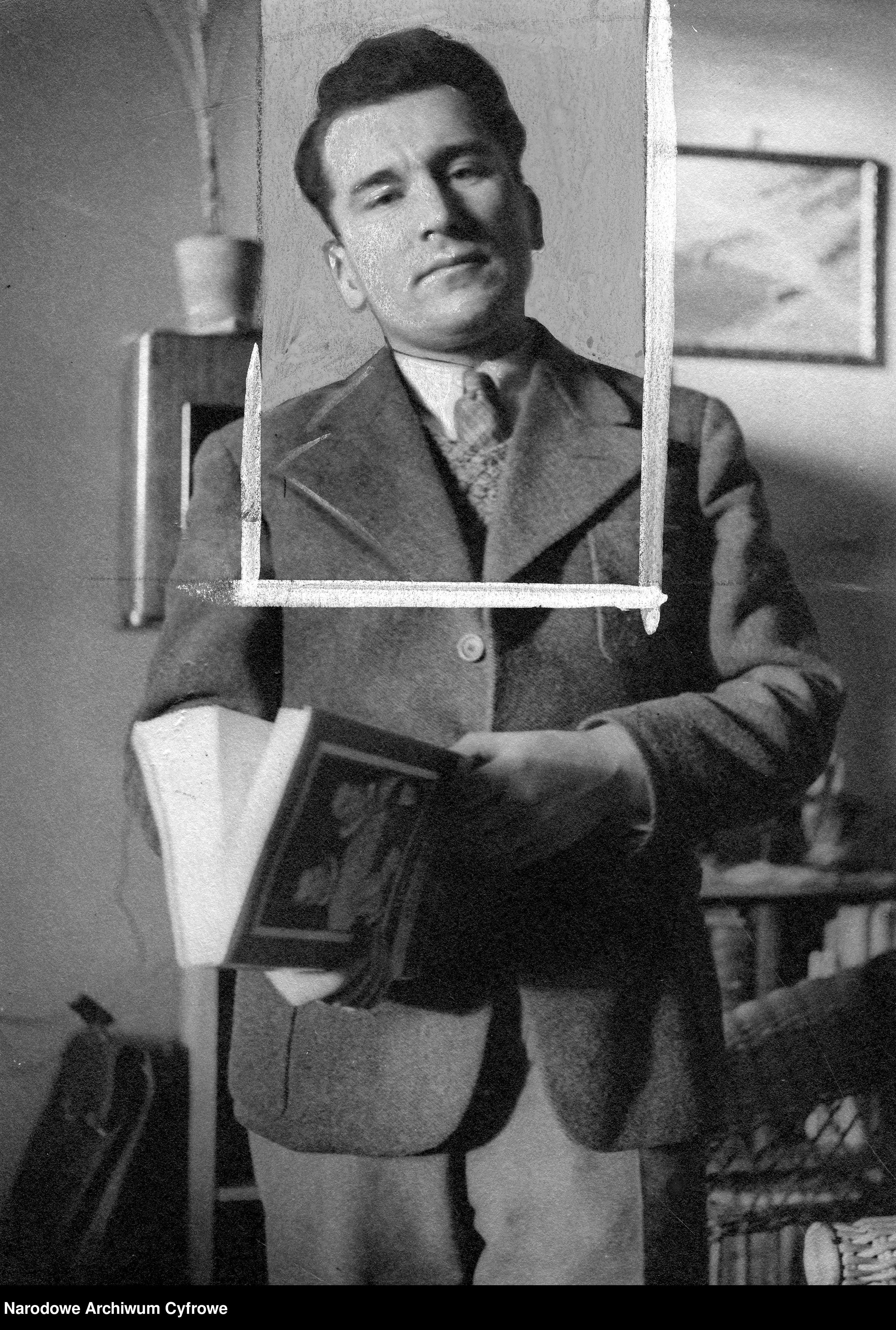
Marian Piechal (ok. 1935)

Marian Piechal (ur. 24 sierpnia 1905 w Łodzi, zm. 9 grudnia 1989 w Warszawie) – polski poeta, eseista, tłumacz, autor utworów dla dzieci.

## Życiorys
Ukończył III Liceum Ogólnokształcące im. Tadeusza Kościuszki w Łodzi. Absolwent filologii polskiej na Uniwersytecie Warszawskim. Współzałożyciel grupy literackiej Meteor (drukował tu pod pseudonimem Wiesław Drzewicz), a od 1929 do 1931 członek warszawskiej grupy Kwadryga. W roku 1929 ukazał się jego debiutancki zbiór wierszy Krzyk z miasta, w roku 1930 wydał Rozmowy o pacyfizmie – tom wywiadów z Władysławem Broniewskim, Pawłem Hulką-Laskowskim, Antonim Słonimskim i Józefem Wittlinem. Walczył w kampanii wrześniowej – wzięty do niewoli i osadzony w obozie jenieckim w Altengrabow pod Magdeburgiem. Wysłany stamtąd na przymusowe roboty, zbiegł. W latach 1940–1945 ukrywał się w majątku rodziny Morstinów w Pławowicach koło Miechowa. Podczas okupacji hitlerowskiej działał na tajnych kompletach, był także żołnierzem Armii Krajowej. Po zakończeniu wojny był redaktorem naczelnym pisma „Kronika” i prezesem łódzkiego oddziału Związku Literatów Polskich. W latach 1946–1948 był członkiem PPS, od 1948 należał do PZPR.
W 1945 podjął współpracę z „Dziennikiem Łódzkim”, w latach 1947–1948 publikował w „Nowinach Literackich”, w latach 1948–1950 w „Odrodzeniu”, w latach 1948–1953 na łamach „Wsi”, zaś w latach 1952–1962 drukował w „Nowej Kulturze” wiersze, recenzje literackie i teatralne oraz felietony. Od 1958 współpracował z czasopismem „Odgłosy”, w latach 1960–1966 był członkiem zespołu redakcyjnego tego pisma, na którego łamach prowadził rubrykę „Sedno rzeczy”. W latach 1966–1969 pracował jako kierownik literacki Teatru im. Stefana Jaracza w Łodzi oraz jako redaktor naczelny pisma „Osnowa”. W 1969 przeprowadził się do Warszawy, gdzie do 1972 był zastępcą redaktora naczelnego pisma „Poezja”. W 1973 związał się z „Miesięcznikiem Literackim”, w którym redagował dział poezji. W 1986 ogłosił obszerny i reprezentatywny wybór swoich wierszy pod tytułem Wiek trzech epok. W 1987 uhonorowany został nagrodą miesięcznika „Poezja” za całokształt twórczości literackiej.
We własnym wyborze i opracowaniu redakcyjnym ogłosił: Poezje wybrane Charles’a Baudelaire’a (1970), Poezje wybrane Mikołaja Reja (1971), Poezje wybrane Artura Oppmana (1979), Wybór wierszy Edwarda Słońskiego (1979), Poezje wybrane Wacława Rolicz-Liedera (1982), Wybór wierszy Andrzeja Niemojewskiego (1983), Poezje wybrane Władysława Broniewskiego (1989), a także Antologię poezji słoweńskiej (1983). Jego największym osiągnięciem redakcyjnym i edytorskim jest liczący blisko osiemset stron wybór z utworów Cypriana Kamila Norwida Poezja i dobroć, opublikowany w 1977 i wznowiony w latach 1981 i 1983.
Uprawiał także twórczość dla dzieci: Raj na ziemi (1947), Telefon bez drutu (1986), Trudne słowa (1989).
22 lipca 1968 otrzymał nagrodę państwową II stopnia. Odznaczony m.in.: Krzyżem Komandorskim, Oficerskim i Kawalerskim Orderu Odrodzenia Polski, Medalem 10-lecia Polski Ludowej, Medalem 30-lecia Polski Ludowej i Brązowym Medalem „Za zasługi dla obronności kraju”. Ponadto: laureat Nagrody im. Juliana Tuwima (1955) oraz Nagrody im. Włodzimierza Pietrzaka (1983). Od 1998 r. jest patronem Szkoły Podstawowej nr 35 przy ul. gen. Tadeusza Kutrzeby 4 w Łodzi (Żubardź). Pochowany na cmentarzu katolickim św. Anny (Zarzew) w Łodzi przy ul. Lodowej 78.
W 1992 pod redakcją Ziemowita Skibińskiego ukazały się Wiersze ostatnie, zaś w 1994 Liryki.

## Twórczość

### Dzieła
- 1929: Krzyk z miasta
- 1931: Elegie całopalne
- 1932: Garść popiołu. Poemat
- 1936: Srebrna waga
- 1937: O Norwidzie. Szkice
- 1954: Nowa wiosna
- 1956: Szkice węgierskie
- 1957: Ognie
- 1959: Diabeł za skórą. Wiersze satyryczne
- 1964: Miasto nadziei
- 1965: Punkt oparcia i Miara ostateczna
- 1969: Być
- 1971: Sokrates, indyk i żołądek
- 1972: Żywe źródła. Szkice literackie
- 1974: Mit Pigmaliona. Rzecz o Norwidzie
- 1975: Poezja i coś więcej. Szkice literackie oraz Propozycje poetyckie. Szkice literackie
- 1976: Moje imperium
- 1978: Wiatr od Wisły (Poemat)
- 1982: Góra Ocalenia (Wiersze i poematy)
- 1985: Cztery poematy oraz Światło wewnętrzne
- 1986: Wiek trzech epok. Wybór wierszy z lat 1927–1983 oraz Słowne istnienie
- 1988: O poezji i czymś więcej. Szkice literackie

### Przekłady
- 1928: Zmartwychwstanie Lwa Tołstoja
- 1951: Ja, syn ludu pracującego Walentina Katajewa
- 1965: Izmaił-Bej Michaiła Lermontowa
- 1988: Carmina Burana. Cantiones Profane. Wybór i układ Carl Orff